# Judaszowiec południowy

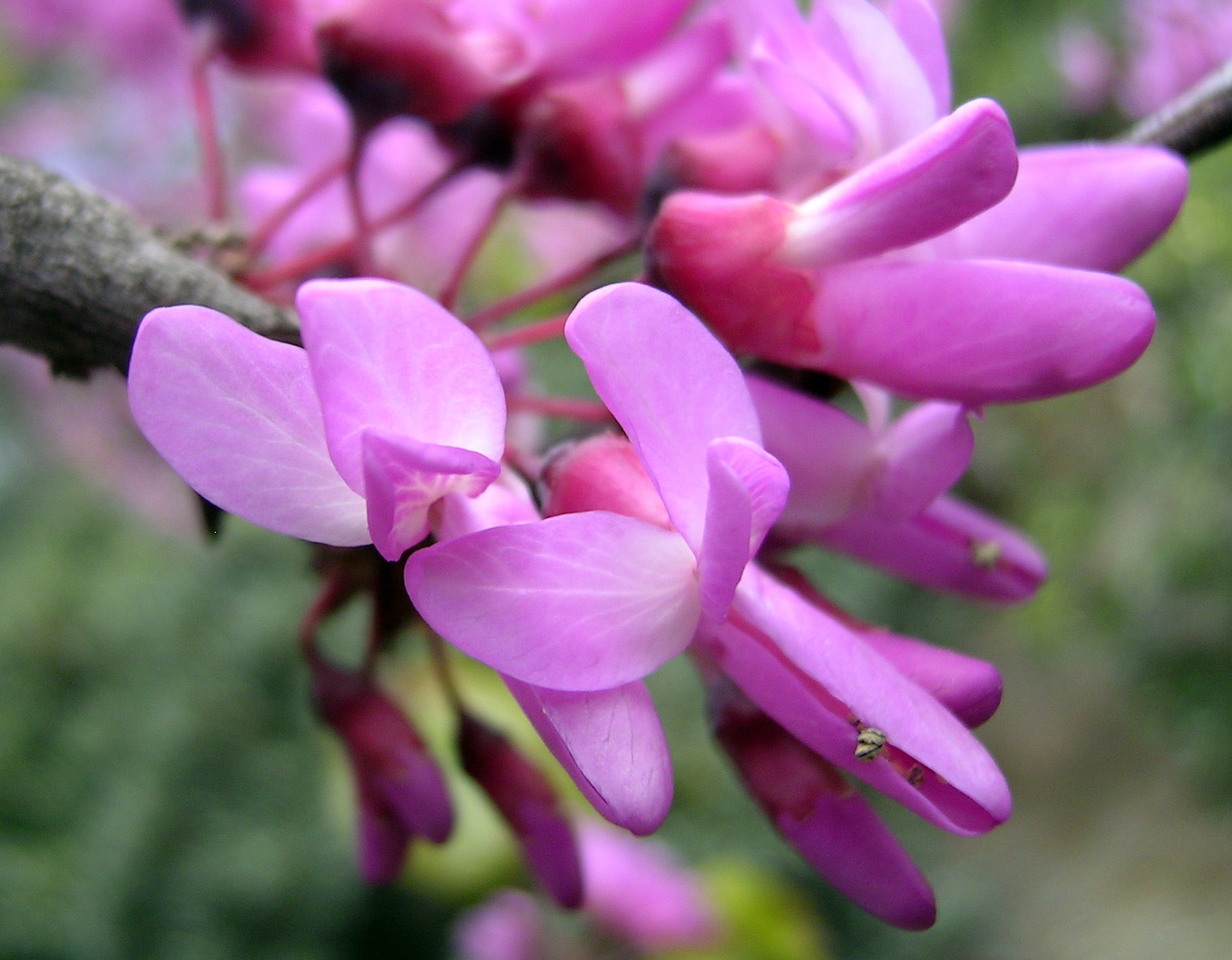
Kwiaty

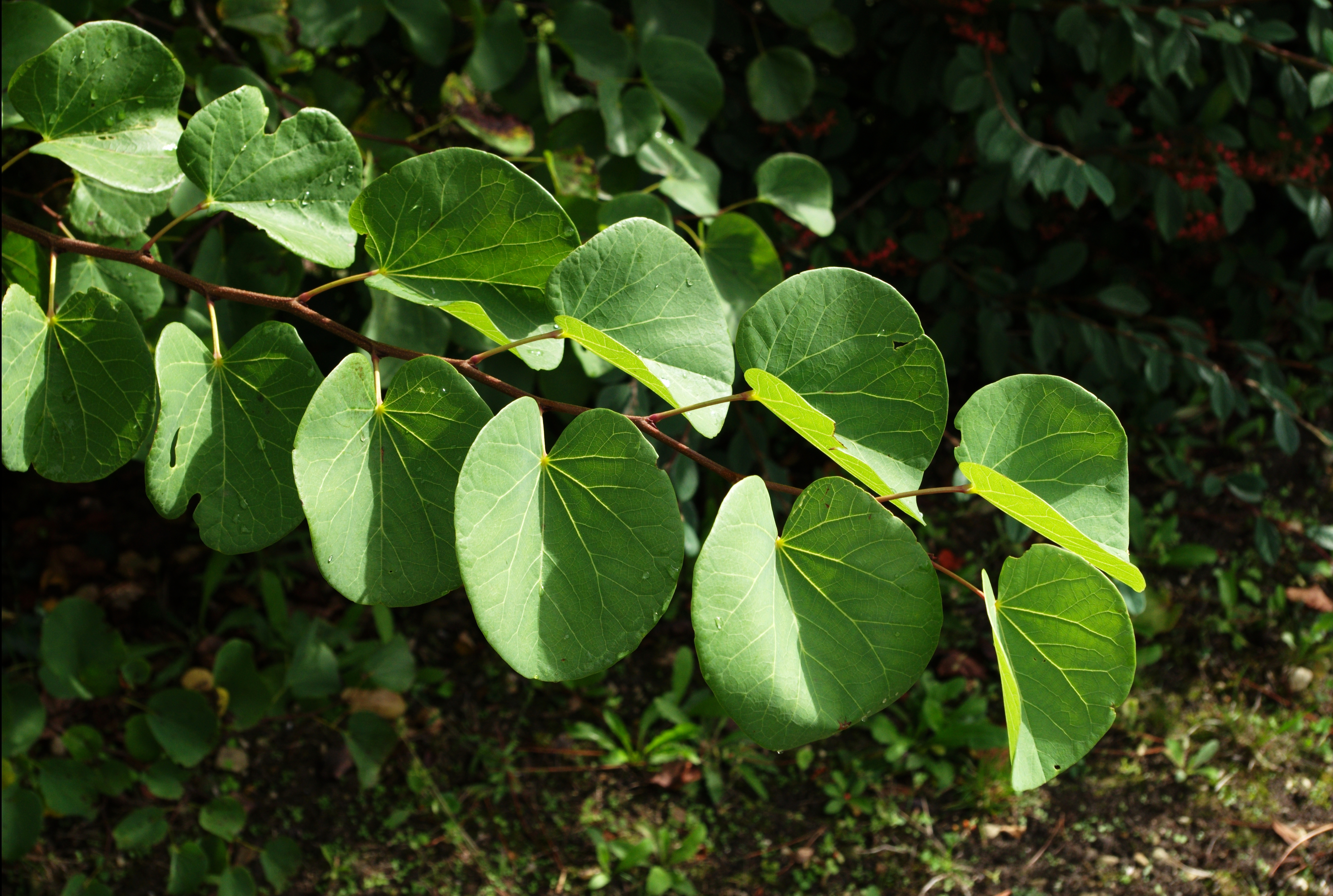
Liście

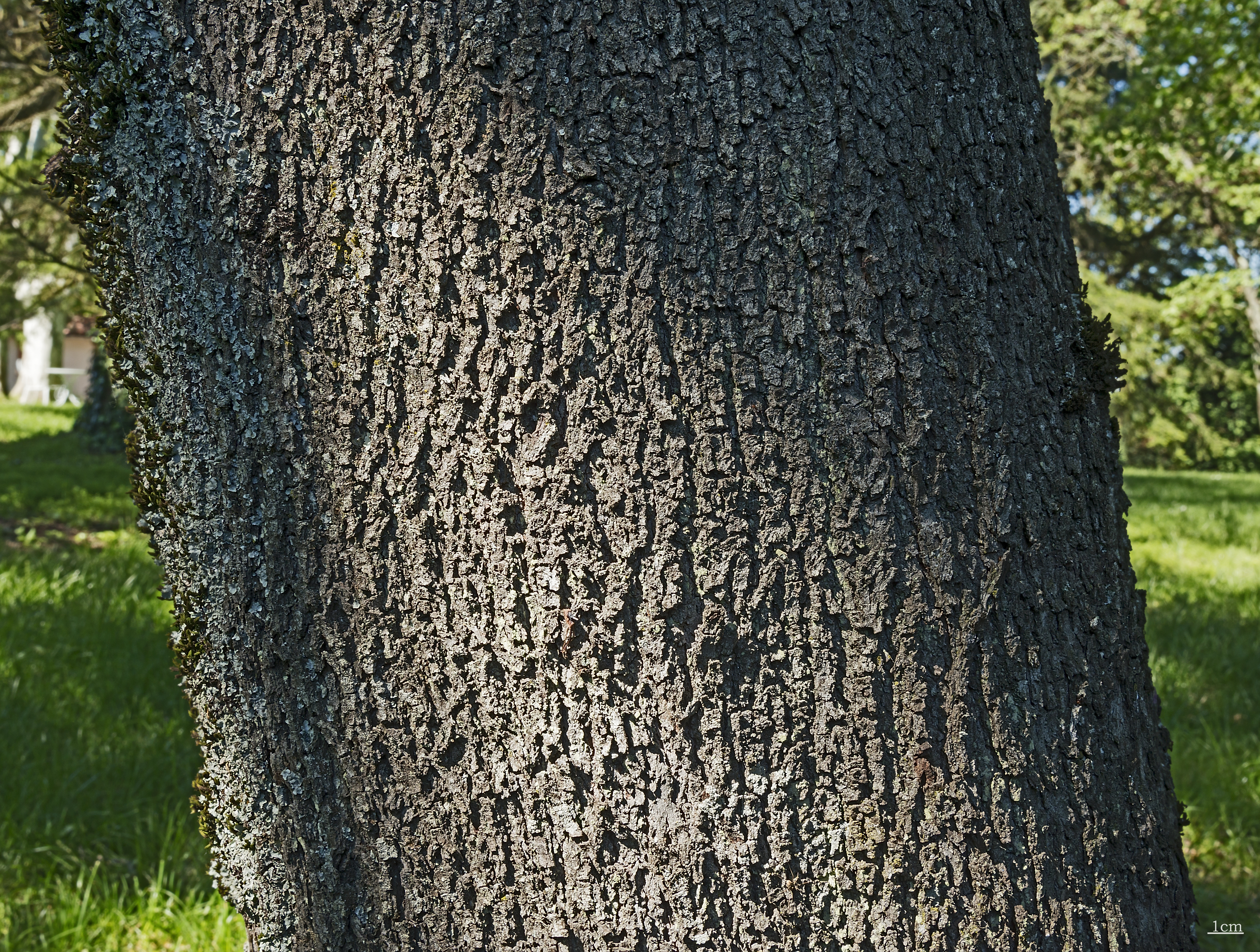
Kora

Judaszowiec południowy, judaszowiec wschodni (Cercis siliquastrum L.) – gatunek drzewa z rodziny bobowatych. Rodzimy obszar występowania obejmuje tereny Azji Mniejszej (Iran, Irak, Izrael, Jordania, Liban, Syria, Turcja) i południowej Europy (Albania, Bułgaria, Jugosławia, Grecja, Włochy). Jest uprawiany w Afryce i Ameryce Północnej. W Polsce jest uprawiany (bardzo rzadko) jako roślina ozdobna, znajduje się także w kolekcjach niektórych ogrodów botanicznych.

## Morfologia
PokrójW zasięgu swojego naturalnego występowania jest drzewem o wysokości do 14 m i luźnym pokroju. W polskim klimacie nie osiąga takiej wielkości, a często jest tylko krzewem.
PieńKora ciemnoszara, gładka, z widocznymi pionowymi fałdami, które u starszych drzew mają poszarpane brzegi.
LiścieUlistnienie skrętoległe, liście pojedyncze, nerkowate, całobrzegie, o sercowatej nasadzie i zaokrąglonym wierzchołku. Mają długość i szerokość do 10 cm i są nagie. Jesienią przebarwiają się na żółto.
KwiatyPurpurowo-różowe kwiaty motylkowe zebrane w kilkukwiatowe baldachogrona. Wyrastają nie tylko na cienkich pędach, ale także na starszych gałęziach i pniu. Jest to tzw. kaulifloria, rzadko spotykana wśród drzew w klimacie umiarkowanym.
OwoceSuche, spłaszczone strąki o brunatnej barwie i długości do 10 cm.
Rośliny podobneGrujecznik japoński (Cercidiphyllum japonicum), ma liście o podobnym kształcie, ale delikatnie karbowane i o zaostrzonym końcu, ułożone naprzeciwlegle.

## Biologia i ekologia
Roślina wieloletnia, fanerofit. W naturalnym środowisku rośnie na kamienistych, suchych i słonecznych zboczach. Kwitnie bardzo obficie w kwietniu-maju, przed rozwojem liści. Strąki utrzymują się na drzewie przez całą zimę. 

## Nazewnictwo
Nazwa tego drzewa wiąże się z podaniem, iż na drzewie tego właśnie gatunku powiesił się Judasz. Istnieje legenda, że kwiaty tej rośliny były białe, a gdy powiesił się na niej Judasz zarumieniły się ze wstydu. W Biblii judaszowiec południowy nie jest wymieniony z nazwy ani razu, mimo to większość badaczy roślin biblijnych uważa, że jest on tym drzewem, na którym powiesił się Judasz. Gatunek ten jest też powszechnie uprawiany w ogrodach biblijnych. Alternatywnie nazwa tłumaczona jest pomyłką wynikającą z interpretacji pierwotnej nazwy znaczącej „drzewo żydowskie” Arbor Judae stosowanej do XIX wieku (także w języku polskim) z powodu popularności tego gatunku w nasadzeniach ozdobnych w rejonie Jerozolimy. Z czasem nazwa łacińska zaczęła być interpretowana jako „drzewo Judasza” (Arbor Judaeae), co wpłynęło na nazwę zwyczajową tego gatunku w różnych językach.

## Zastosowanie
- Jest uprawiany jako roślina ozdobna[12].
- Kwiaty są jadalne – mają delikatny zapach i słodko-kwaskowy smak. Można dodawać je do sałatek[13].
- Pączków używa się jako namiastki kaparów[12].

## Uprawa
W Polsce może być uprawiany tylko w rejonach o cieplejszym klimacie (południowo-zachodnia część kraju), przemarza bowiem podczas surowych zim. W chłodniejszych rejonach Polski należy go na zimę okrywać matami. Jest natomiast bardzo odporny na suszę.
Judaszowca południowego najłatwiej rozmnażać przez nasiona. Wysiewa się je wiosną w szklarni, pod folią lub w ciepłym inspekcie. 
Preferuje miejsca słoneczne i zaciszne, zabezpieczone od zimnych wiatrów. Najlepiej rośnie na luźnej, piaszczystej glebie o odczynie obojętnym lub lekko zasadowym. Źle znosi przesadzanie. Nie wymaga przycinania. Drzewo należy nawozić nawozami azotowymi, ale nie później niż do końca czerwca, przedłużenie nawożenia czyni roślinę bardziej wrażliwą na mróz, gdyż pędy nie zdążą zdrewnieć przed zimą.